# Timmervik
Timmervik är en ort på gränsen mellan Stenungsunds kommun och Kungälvs kommun i Västra Götalands län, belägen i kuperad terräng vid Hakefjorden mittemot Ramsön. Orten klassades fram till 2000 som en småort men hade 2005 växt samman med Aröd och ingår sedan dess i tätorten Aröd och Timmervik. 
Timmervik var ett fritidshusområde men är idag ett område där det bor fler permanentboende. Avståndet till Stenungsund är 15 kilometer, till Kungälv 20 kilometer och till Göteborg 40 kilometer.

## Bilder

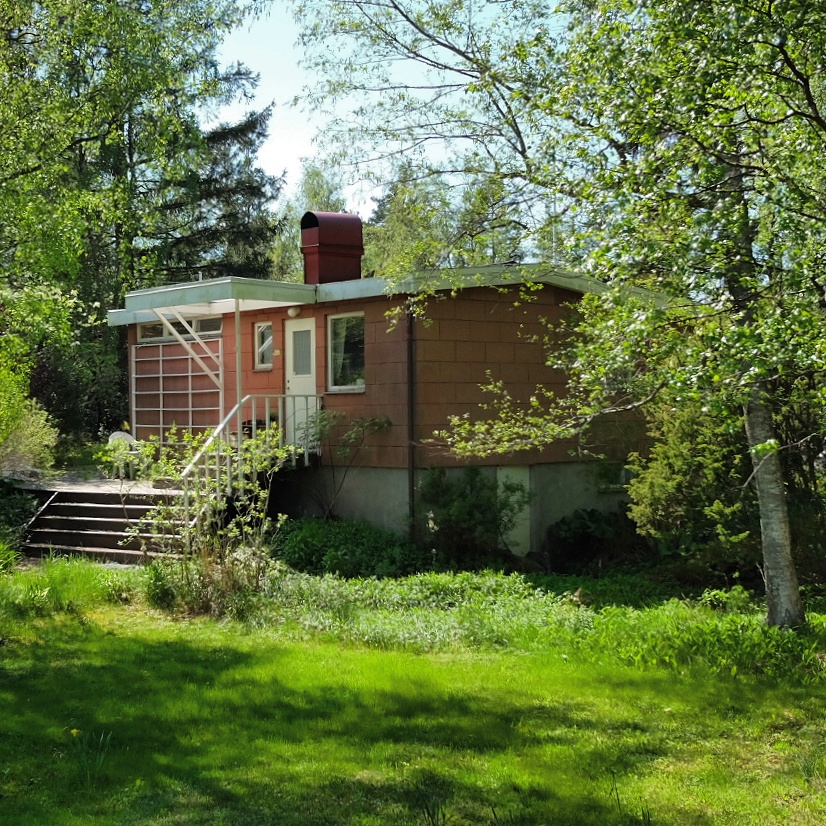
Kvarvarande sommarstuga i Timmervik.
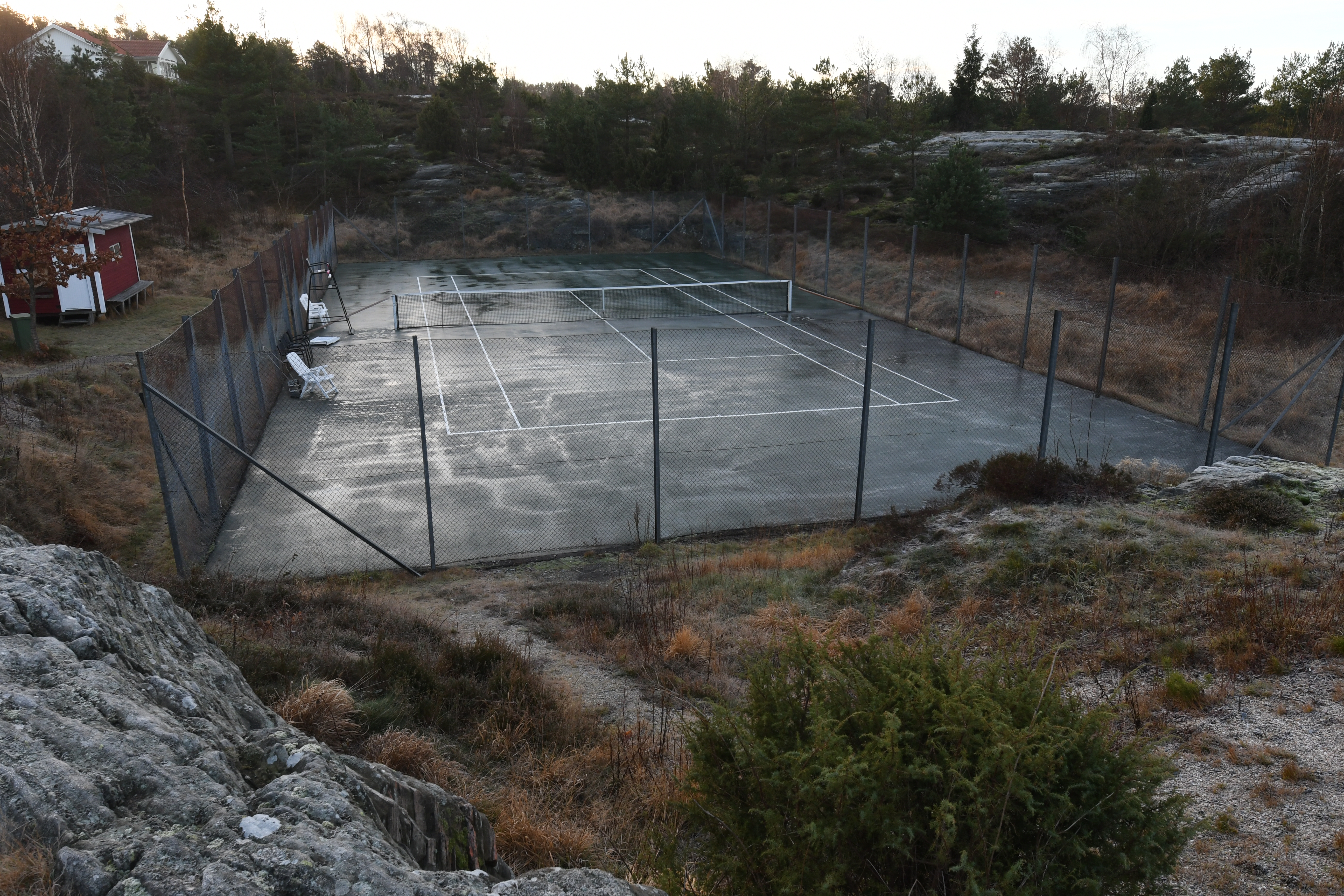
Tennisbanan i Timmervik.
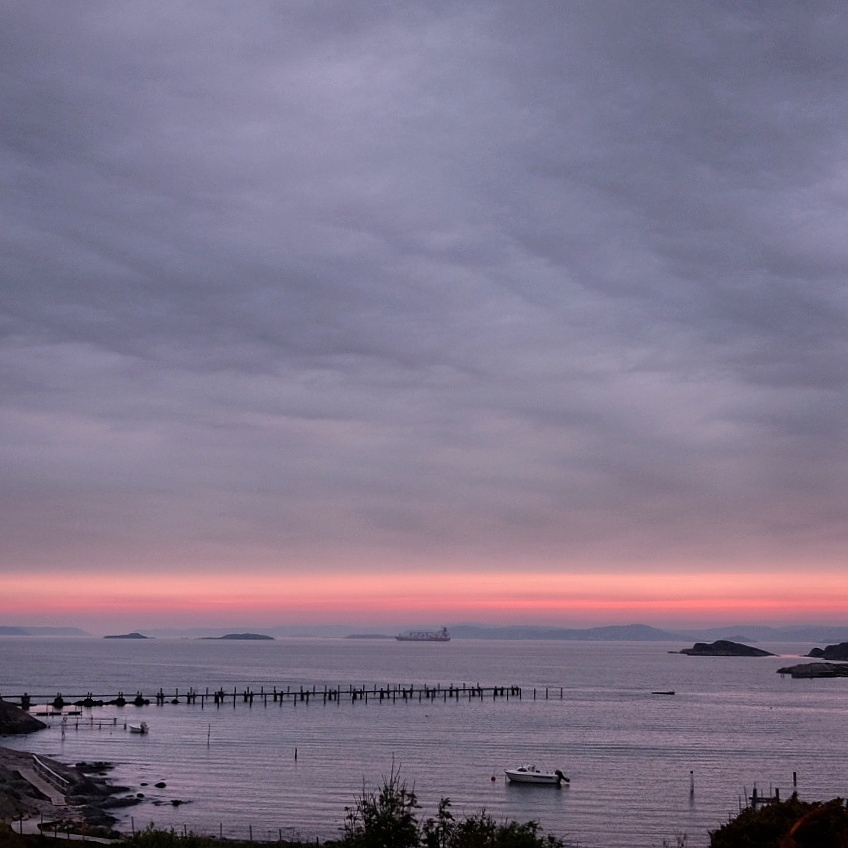
Viken.
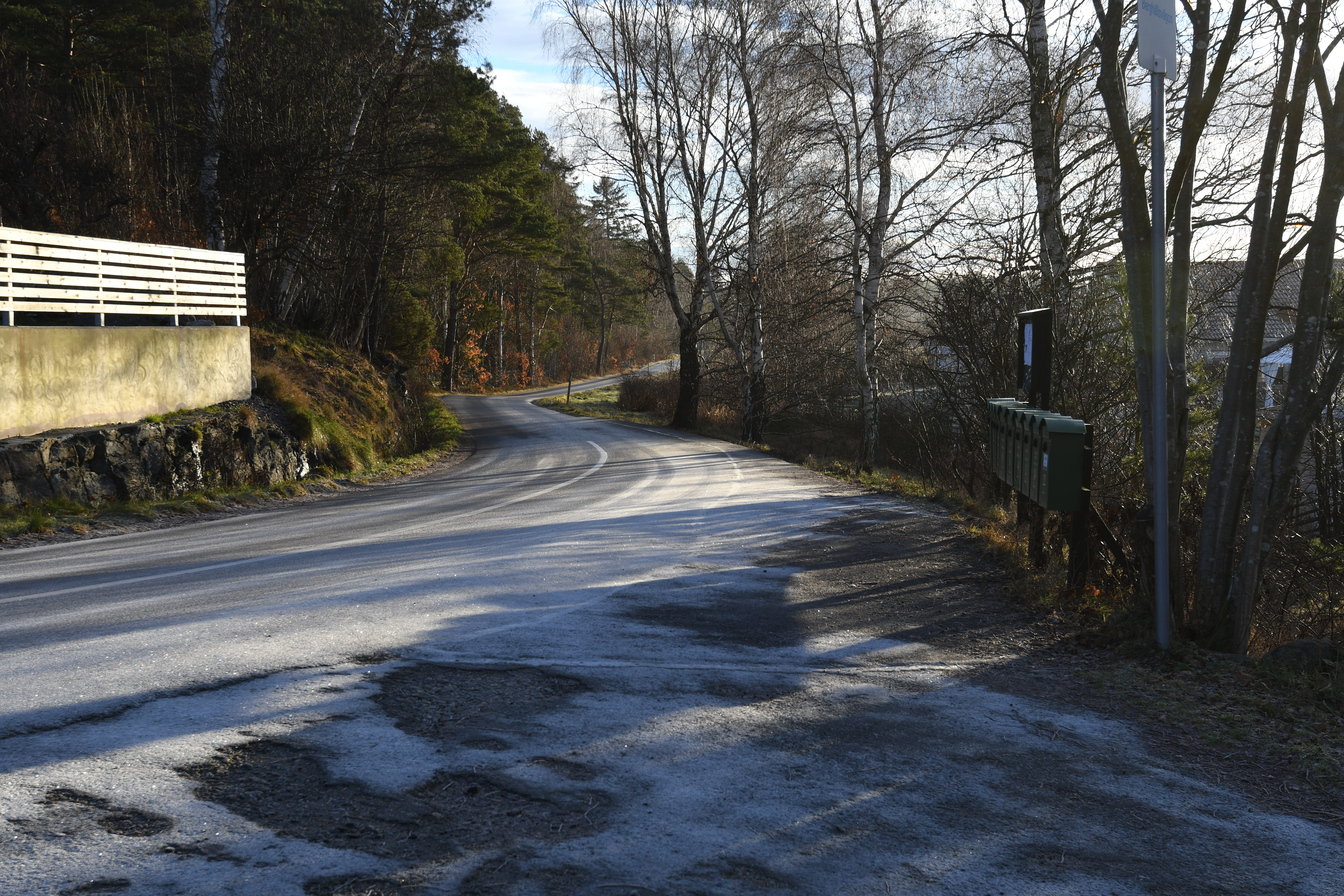
Timmerviksvägen genom samhället.